# EN120

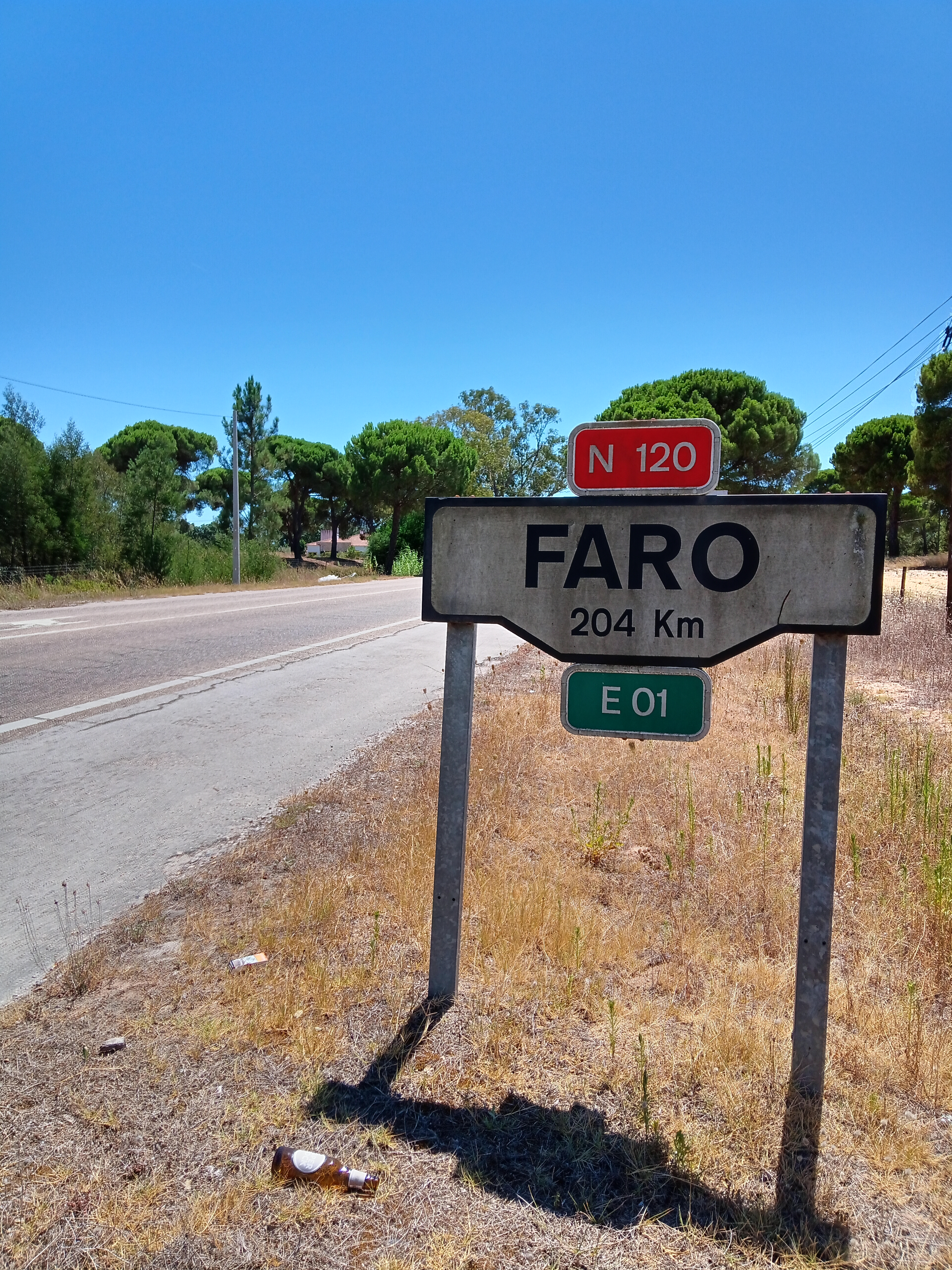
Antigo sinal de identificação de estrada, preservado na antiga EN120, indicando a distância até Faro e assinalando que o itinerário fazia parte da estrada internacional E01.

A Estrada Nacional n.º 120 (EN120 ou N120) é uma estrada portuguesa, cujo itinerário original se iniciava em Alcácer do Sal e terminava em Lagos. Atualmente, a maioria da sua extensão foi desclassificada, já não fazendo parte da Rede Rodoviária Nacional.

## História
Criada no âmbito do Plano Rodoviário Nacional de 1945 (PRN 1945), estava classificada como estrada nacional de 1ª. classe, sendo projetada com uma extensão de 174 km e um desnível positivo de 2730 m. Era um dos principais eixos rodoviários Norte-Sul do litoral de Portugal, constituindo uma ligação alternativa à N5 e N2, para Sul. A partir de 1975, passou a estar integrada na estrada internacional E01. 
No âmbito do Plano Rodoviário Nacional de 1985, a maioria da extensão da EN120 foi desclassificada e removida da Rede Rodoviária Nacional (RRN), nela permanecendo apenas o pequeno lanço entre Santiago do Cacém e Tanganheira, integrado na rede complementar (outras estradas). Provisoriamente, o troço entre Alcácer do Sal e Grândola foi integrado no IP1 e o troço entre Tanganheira e Lagos foi integrado no IC4.
Pelo Plano Rodoviário Nacional 2000, o troço de ligação entre o IC4 e Lagos foi reintegrado na RRN como parte da rede complementar (estradas nacionais) e o troço Santiago do Cacém-Tanganheira foi reclassificado como Estrada Regional n.º 120 (ER120 ou R120). Com a construção dos lanços da A2 entre Alcácer do Sal e Grândola (entre 1999 e 2001), os cursos do IP1 e da E01 foram transferidos para esta autoestrada, passando o correspondente troço da antiga EN120 a integrar o IC1.  
Toda a sua extensão original da EN120, inclusive o troço classificado como ER120 e os troços desclassificados encontram-se ainda sobre a responsabilidade das Infraestruturas de Portugal. Igualmente, em toda a sua extensão original da estrada, a sinalética ainda a identifica como EN120 / N120, mesmo nos troços desclassificados ou que oficialmente têm já outra designação. No troço integrado no IC1, a maioria da sinalética identifica como tal a estrada, mas alguns sinais mantêm também a indicação   N120 como identificação complementar.

## Caracterização
Quem frequenta a estrada pela primeira vez poderá ser surpreendido ao verificar que se trata de uma estrada essencialmente de montanha como o seu desnível positivo faz indicar.
A N120 guarda um potencial turístico, económico e cultural de elevado interesse, esse potencial poderá estar ameaçado pela construção do troço IC4 (Sines -Lagos), apesar deste traçado já ter sido “Chumbado” por diversas vezes pelo Ministério do Ambiente e contestado por associações locais e ambientais, o PRN e as infraestruturas de Portugal continua a insistir no seu traçado. Atravessando sítios da Rede Natura 2000 e o possível impacto significativo no Parque Natural do Sudoeste Alentejano e Costa Vicentina, diversas entidades recusam o traçado proposto do IC4 mas a sim a reabilitação e requalificação da N120 e da N263 como alternativa.
A N120 termina na importante estrada N125 que por sua vez faz a ligação longitudinal da região Algarvia.

### Alcácer do sal – Grândola
A estrada entre Alcácer e Grândola é plana com alguns declives, rodeada de extensos pinhais. Na aproximação final a Grândola e ao cruzamento para Sines e a A2 , é visível várias habitações, bem como restaurantes e cafés.

## Percurso

### Alcácer do sal – Lagos(inclui troços desclassificados)
| Nome da saída/Localidade intermédia     | Município         | Estrada que liga   | Designação oficial                           |
| --------------------------------------- | ----------------- | ------------------ | -------------------------------------------- |
| Alcácer do Sal                          | Alcácer do Sal    | N 5, N 253         | IC1 (no terreno, assinalada como IC1 e N120) |
| Mata Nacional de Valverde               | Alcácer do Sal    |                    | IC1 (no terreno, assinalada como IC1 e N120) |
| Albergaria do Sado (Alcácer do Sal)     | Alcácer do Sal    |                    | IC1 (no terreno, assinalada como IC1 e N120) |
| Castelo Ventoso (Alcácer do Sal)        | Alcácer do Sal    |                    | IC1 (no terreno, assinalada como IC1 e N120) |
| Grândola                                | Grândola          | IP 8 , IC 33       | IC1 (no terreno, assinalada como IC1 e N120) |
| Ribeira de Grândola                     | Grândola          |                    | ER120 (no terreno, assinalada como N120)     |
| Santa Margarida da Serra                | Grândola          |                    | ER120 (no terreno, assinalada como N120)     |
| Cruz de João Mendes (Santiago do Cacém) | Santiago do Cacém | IP 8 , IC 33       | ER120 (no terreno, assinalada como N120)     |
| Roncão                                  | Santiago do Cacém |                    | ER120 (no terreno, assinalada como N120)     |
| Mulinheta                               | Santiago do Cacém |                    | ER120 (no terreno, assinalada como N120)     |
| Santiago do Cacém                       | Santiago do Cacém | N 121, N 261       | ER120 (no terreno, assinalada como N120)     |
| Aldeia dos Chãos                        | Santiago do Cacém |                    | ER120 (no terreno, assinalada como N120)     |
| Vale Seco (Santiago do Cacém)           | Santiago do Cacém |                    | ER120 (no terreno, assinalada como N120)     |
| Tanganheira (Santiago do Cacém)         | Santiago do Cacém |                    | IC4 (no terreno, assinalada N120)            |
| Teimosas (Santiago do Cacém)            | Santiago do Cacém |                    | IC4 (no terreno, assinalada N120)            |
| Cercal do Alentejo                      | Santiago do Cacém | N 262, N 390, IC 4 | IC4 (no terreno, assinalada N120)            |
| São Luís (Odemira)                      | Odemira           |                    | IC4 (no terreno, assinalada N120)            |
| Castelão (Odemira)                      | Odemira           |                    | IC4 (no terreno, assinalada N120)            |
| Odemira                                 | Odemira           | N 123              | IC4 (no terreno, assinalada N120)            |
| Boavista dos Pinheiros                  | Odemira           | N 393              | IC4 (no terreno, assinalada N120)            |
| São Teotónio (Odemira)                  | Odemira           |                    | IC4 (no terreno, assinalada N120)            |
| Odeceixe                                | Aljezur           |                    | IC4 (no terreno, assinalada N120)            |
| Maria Vinagre                           | Aljezur           |                    | IC4 (no terreno, assinalada N120)            |
| Rogil                                   | Aljezur           |                    | IC4 (no terreno, assinalada N120)            |
| Aljezur                                 | Aljezur           | N 267              | IC4 (no terreno, assinalada N120)            |
| Bensafrim                               | Lagos             | A 22               | IC4 (no terreno, assinalada N120)            |
| Lagos                                   | Lagos             | N 125              | IC4 (no terreno, assinalada N120)            |

## Rota Estrada Nacional
A rota das estradas nacionais de Portugal é um movimento e uma lista de estradas recomendadas para viajar em 2 rodas, permitindo recolher e disfrutar de gastronomia, cultura e locais de significativo interesse.  
A   N 120  está classificada como Rota Estrada Nacional.

## Galeria

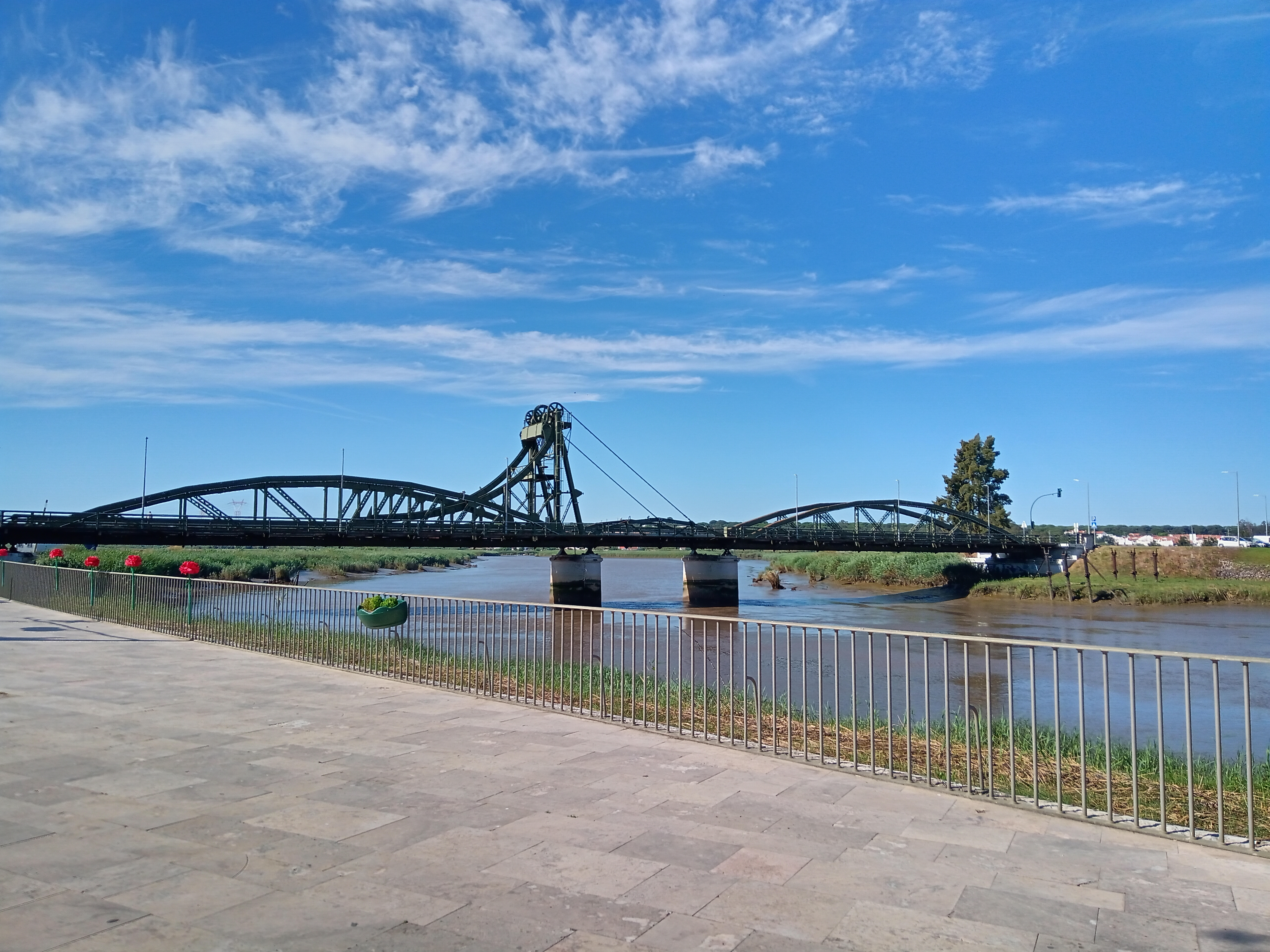
Km 0 da EN120: Ponte Rodoviária de Alcácer
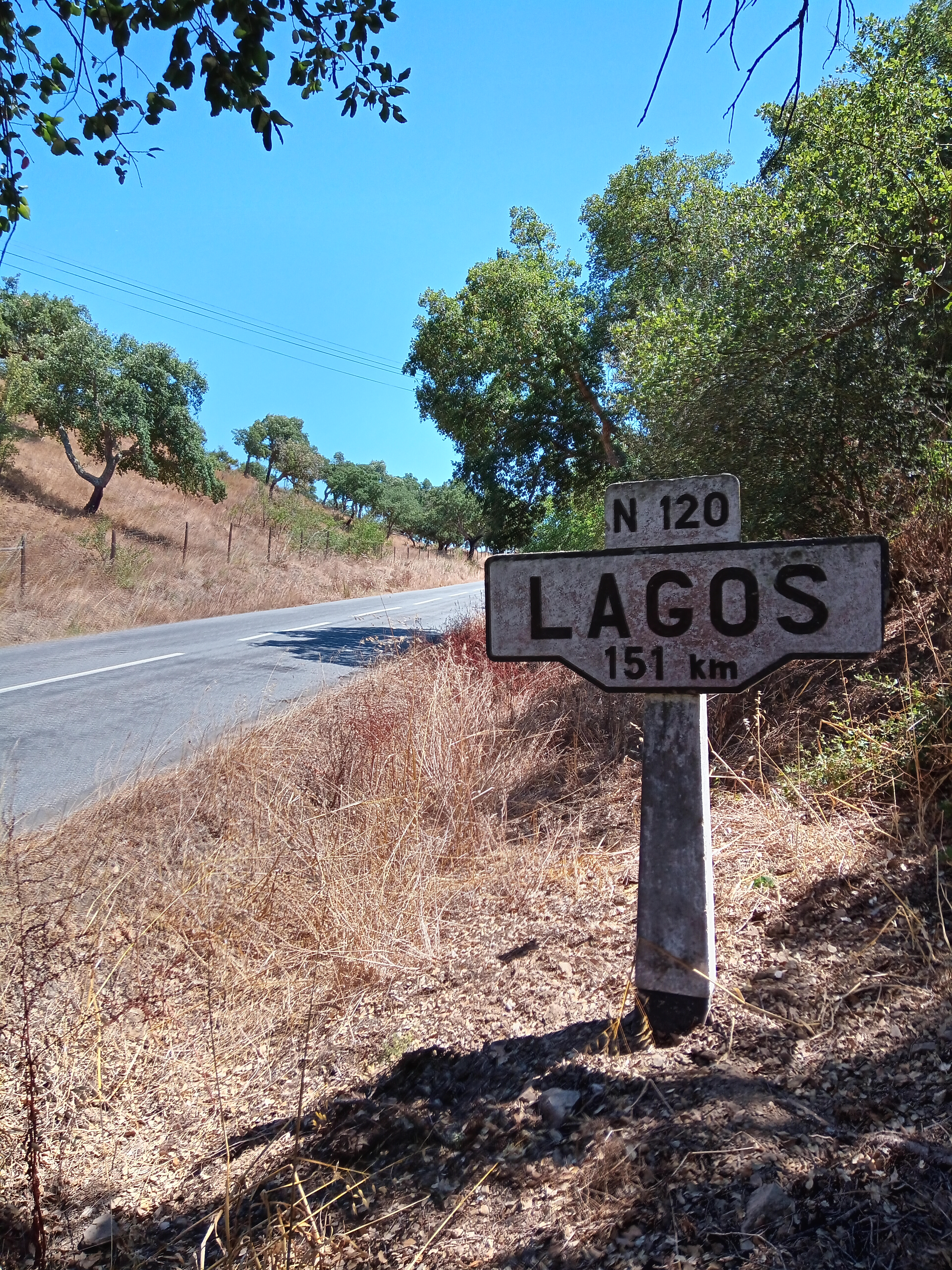
Km 25 da EN120: Antigo sinal de identificação de estrada, ainda feito em betão armado, indicando a distância até Lagos.